# Stop Staring at the Shadows
Stop Staring at the Shadows (с англ. — «Перестаньте смотреть на тени») — девятый микстейп американского хип-хоп-дуэта $uicideboy$, выпущенный 14 февраля 2020 года на лейбле G*59 Records. Альбом дебютировал под номером 30 в американском чарте Billboard 200.

## Предыстория
Альбом был анонсирован в Твиттере Ruby da Cherry и $crim 20 декабря 2019 года. Вместе с анонсом альбома было также выпущено два сингла — «Scope Set» и «Fuck Your Culture».

## Список треков
| №                   | Название                                             | Длительность |
| ------------------- | ---------------------------------------------------- | ------------ |
| 1.                  | «All Dogs Go to Heaven»                              | 2:33         |
| 2.                  | «I Wanna Be Romanticized»                            | 2:13         |
| 3.                  | «One Last Look at the Damage»                        | 1:37         |
| 4.                  | «[whispers indistinctly]»                            | 2:44         |
| 5.                  | «MEGA ZEPH»                                          | 1:41         |
| 6.                  | «Putrid Pride»                                       | 1:46         |
| 7.                  | «That Just isn't Empirically Possible»               | 2:03         |
| 8.                  | «What the Fuck is Happening»                         | 1:46         |
| 9.                  | «Bizarro»                                            | 3:34         |
| 10.                 | «Scope Set»                                          | 1:59         |
| 11.                 | «Fuck Your Culture»                                  | 1:42         |
| 12.                 | «...And to Those I Love, Thanks for Sticking Around» | 2:48         |
| Общая длительность: | Общая длительность:                                  | 26:00        |

## Чарты
| Чарт (2018)                         | Высшая позиция |
| ----------------------------------- | -------------- |
| Финляндия (Suomen virallinen lista) | 18             |
| Новая Зеландия (RMNZ)               | 22             |
| США (Billboard 200)                 | 30             |
| Канада (Canadian Albums Chart)      | 53             |
| Швейцария (Schweizer Hitparade)     | 75             |
| Бельгия/Фландрия (Ultratop)         | 81             |
| Германия (Offizielle Top 100)       | 82             |